# シャルンホルスト (戦艦)
|              | |
| 艦歴         | |
| 発注         | 1934年1月25日 |
| 起工         | 1935年6月15日 |
| 進水         | 1936年10月3日 |
| 就役         | 1939年1月7日 |
| その後       | 1943年12月26日戦没 |
| 性能諸元     | |
| 排水量       | 基準：31,850t 常備：35,500t 満載：38,100t |
| 全長         | 235.4m 水線長：226m |
| 全幅         | 30m |
| 吃水         | 9.1m（31,850トン）、9.91m（35,500トン） |
| 機関         | ワグナー式重油専焼高圧缶12基 ブラウン・ボベリー式オールギヤードタービン3基3軸推進 160,000hp（安定時出力：125,000hp）                                               |
| 最大速       | 31.65ノット（安定時速力：29.9ノット） |
| 航続距離     | 17ノット/10,000海里、19ノット/8,800海里、31.5ノット/3,000海里 |
| 乗員         | 1,669名 |
| 兵装         | 28.3cm（54.5口径）3連装砲3基 15cm(55口径)連装砲4基 15cm(55口径)単装砲4基 10.5cm（65口径）連装砲7基 37mm（83口径）連装高射機関砲8基 20mm（65口径）連装高射機関砲5基 |
| 艦載機       | 3機、射出機2基 |
| 装甲         | |
| 舷側         | 350mm（水線より上部）、170mm（水線より下部）、45mm（第1～第2甲板舷側）                                                                                             |
| 甲板         | 95mm（主甲板）、95mm（第2甲板）、50mm（第1甲板）、105mm（水線下傾斜部）                                                                                            |
| 主砲塔       | 360mm（前盾）、200mm（側盾）、180mm（後盾）、180mm（天蓋） |
| 副砲塔       | 250mm（前盾）、50mm（側盾）、50mm（後盾）、50mm（天蓋） |
| バーベット部 | 280mm 司令塔：300mm（側盾）、200mm（天蓋）、350mm（覗き窓枠）、220mm（扉）                                                                                         |

シャルンホルスト (Scharnhorst, DKM Scharnhorst) は、第一次世界大戦後にドイツ海軍が建造した戦艦。シャルンホルスト級戦艦の1番艦（ネームシップ）。艦名はナポレオン占領支配からドイツが独立戦争を起こした際に活躍したプロイセン陸軍の将軍、ゲルハルト・フォン・シャルンホルストに由来する。
その戦歴から、ドイツ海軍の中では「幸運な艦」として知られていた。

## 艦歴
1930年6月30日にヴィルヘルムスハーフェン海軍工廠にて起工後、一時建造中止。1935年6月15日に建造再開、1936年10月3日に進水、1939年1月7日に竣工したが、公試時に艦首が波をかぶるという不具合が出た。再びドック入りした本艦は、海面に対し垂直だった艦首形状を前方に突き出した形に改修した。しかし今度は錨鎖口の位置が悪く、艦首波がそこから甲板に吹き上げたので、波をかぶるという点はさしたる改善がなかった。それでいて砲塔の防水などは工夫されなかったため、前部砲塔は浸水でしばしば故障した。三度目の改修でようやく波かぶりはなくなったものの、砲塔の不具合はその後も続いた。
1939年9月1日の開戦からまもない9月4日、ブルンスビュッテルでイギリスのウェリントン爆撃機による爆撃を受けたが被害はなかった。11月21日、シャルンホルストは同型艦のグナイゼナウ、軽巡洋艦ケルン、ライプツィヒなどと共にヴィルヘルムスハーフェンを出撃した。翌22日に巡洋艦などとは別れグナイゼナウと共にアイスランド南方へと向かった。その途中の23日にイギリスの補助巡洋艦ラワルピンディと遭遇した。2隻はラワルピンディを沈めたが、イギリス側に発見されたことからアイスランド南方への進出は中止して北上した。26日に2隻は嵐にまぎれ、イギリス軍の包囲を抜けて27日にヴィルヘルムスハーフェンに帰投した。
1940年2月18日から20日までノルトマルク作戦でシャルンホルストはグナイゼナウ、重巡洋艦アドミラル・ヒッパー、駆逐艦2隻と共にノルウェー沖へ出撃したが戦果はなかった。
1940年4月に開始されたドイツ軍のノルウェー侵攻作戦、ヴェーゼル演習作戦ではシャルンホルストはグナイゼナウと共にナルヴィク攻略部隊の支援部隊として参加した。2隻は4月7日にナルヴィク攻略部隊やトロンハイム攻略部隊の巡洋艦、駆逐艦と共にドイツを出撃した。途中でトロンハイム攻略部隊と別れ、シャルンホルスト、グナイゼナウとナルヴィク攻略部隊の駆逐艦10隻は8日の夜にヴェストフィヨルドの入り口に到着した。そこでシャルンホルストとグナイゼナウはナルヴィク攻略に向かう駆逐艦と別れた。翌9日早朝、2隻はロフォーテン諸島沖でイギリスの巡洋戦艦レナウンと遭遇し戦闘となった。このロフォーテン諸島沖海戦でグナイゼナウとレナウンが損傷した。戦闘後2隻はヤンマイエン島へ向かい、12日にヴィルヘルムスハーフェンに帰還した。
6月4日、ユーノー作戦でシャルンホルストはグナイゼナウ、駆逐艦4隻と共にキールを出撃し、重巡洋艦アドミラル・ヒッパーと合流後ノルウェー北部に進出した。6月8日、ドイツ艦隊はタンカー、トロール船、兵員輸送船各1隻を沈めた。その後巡洋艦、駆逐艦と分かれて2隻で行動中シャルンホルストとグナイゼナウはイギリスの空母グローリアスとその護衛の駆逐艦アカスタ、アーデントと遭遇し、3隻とも撃沈した。この時シャルンホルストは、グローリアスに対して約24.2kmの距離から砲弾を命中させ、艦砲射撃による最長の命中記録を樹立した。しかし、このノルウェー沖海戦でシャルンホルストもアカスタの雷撃により魚雷1本が命中して損傷した。海戦後応急修理のためトロンハイムへ向かった。6月11日にそこでイギリス軍のハドソンによる爆撃を受けたが命中弾はなかった。6月15日、シャルンホルストは空母アーク・ロイヤルを発進したスクア急降下爆撃機による攻撃を受け、爆弾1発が命中したがそれは不発だった。6月20日にシャルンホルストはトロンハイムを出港して23日にキールに入港した。その途中にも英軍機による攻撃を受けたが損害はなかった。
修理完了後、12月28日にシャルンホルストとグナイゼナウは通商破壊戦に出撃したが、悪天候のため引き返さざるを得なくなった。
1941年1月よりグナイゼナウと共に2隻で北大西洋で通商破壊作戦（ベルリン作戦）に従事した。2月8日、両艦はHX106船団を発見したが、直衛のラミリーズの姿を見て襲撃を断念した。3月8日、両艦はSL67船団を発見したが、マレーヤが護衛についていたために退避した。これらの戦艦はシャルンホルストとグナイゼナウよりも劣速だが、その巨砲は敵の接近を阻むのに充分で、イギリス側の無数の無言の勝利に貢献した。それでもなお両艦は計22隻115,622t の船を撃沈・拿捕し、3月22日にフランスのブレストに入港した。

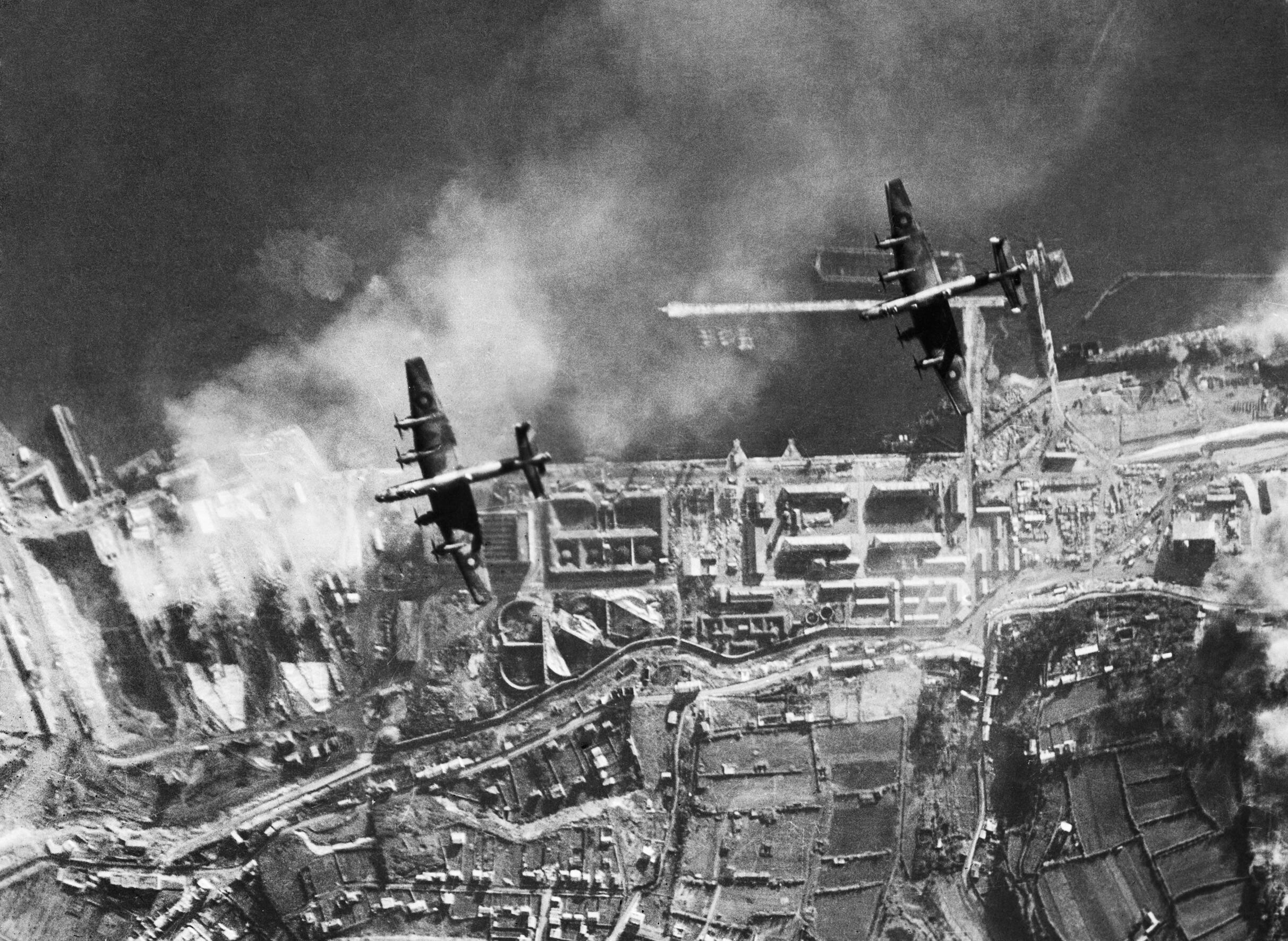
1941年にブレスト軍港でイギリス空軍の空襲を受ける「シャルンホルスト」と「グナイゼナウ」。

シャルンホルストは機関に不具合が生じていたため、ブレスト入港後その修理が開始された。7月23日朝、修理が完了したシャルンホルストはテストと訓練のためラ・パリスへ向けて出港し、同日夕方にラ・パリスに到着した。この動きはイギリス軍機に発見されていた。7月24日、イギリス軍のハリファックス爆撃機がラ・パリスのシャルンホルストを攻撃し、5発の命中弾を与えた。だが、その内3発は不発だった。同日夕方シャルンホルストはラ・パリスを離れブレストに向かい、そこでドック入りした。その修理は12月に完了した。
1942年2月11日～13日、ツェルベルス作戦によりドーバー海峡を突破しドイツへ帰還。
1943年3月～7月まで、ノルウェーで戦闘訓練を実施。9月、「シチリア (Sizilien) 」作戦でスピッツベルゲン島を艦砲攻撃。同年12月25日、敵輸送船団JW55B攻撃の為出撃し、翌26日、英艦隊と交戦中、英国戦艦デューク・オブ・ヨークの砲撃を受けて損傷、更に他の英国艦から雷撃を受け、沈没した（北岬沖海戦）。1968名中生存者は僅か36名であった。
海戦後、イギリス艦隊の指揮を執ったブルース・フレーザーはデューク・オブ・ヨークの中で将校たちに次のように訓示した。
「紳士諸君、シャルンホルストとの戦いは我々の勝利に終わった。私は君たちの誰かが、戦力が倍以上ちがう相手と戦うことを要求された時、艦をシャルンホルストと同じぐらい立派に指揮することを望む。」

## 艦長
- オットー・チリアクス (Otto Ciliax) - 1939年1月7日 - 1939年9月23日
- クルト・ツェーザー・ホフマン(de:Kurt Caesar Hoffmann) - 1939年9月24日 - 1942年3月31日
- フリードリヒ・ヒュフマイアー(de:Friedrich Hüffmeier) - 1942年4月1日 - 1943年10月13日
- フリッツ・ヒンツェ(de:Fritz Hintze)- 1943年10月14日 - 1943年12月26日（戦死）